# Râul Strâmba, Dâmbovița
Râul Strâmba este un curs de apă, afluent al Râușorului. 